# NGC 1344
NGC 1344 = NGC 1340 ist eine elliptische Galaxie im Sternbild Fornax. Sie ist schätzungsweise 51 Millionen Lichtjahre von der Milchstraße entfernt.
Die Galaxie wurde am 9. Oktober 1790 von Wilhelm Herschel als Nebel entdeckt. Im November 1835 beobachtete John Herschel dieses Objekt ebenfalls, wobei er die Position zunächst nur ungenau schätzte und die genauere Bestimmung der Koordinaten später verpasste, wodurch er nicht bemerkte, dass es bereits verzeichnet worden war. Dies führte dazu, dass sich im New General Catalogue neben NGC 1344 mit NGC 1340 noch ein zweiter Eintrag auf dieses Objekt bezieht.